# Esmond (Dakota Północna)
Esmond – miasto w Stanach Zjednoczonych, w stanie Dakota Północna, w hrabstwie Benson.